# Желько Перушич
Желько Перушич (сербохорв. Željko Perušić / Željko Perušić, 23 березня 1937, Дуга Реса — 28 вересня 2017, Санкт-Галлен) — югославський футболіст, що грав на позиції півзахисника. По завершенні ігрової кар'єри — тренер.
Виступав, зокрема, за клуби «Динамо» (Загреб) та «Мюнхен 1860», а також національну збірну Югославії. У складі збірної — олімпійський чемпіон та віце-чемпіон Європи.

## Клубна кар'єра
Желько Перушич народився в місті Дуга Реса (нині — Хорватія), де в 14 років почав виступати за місцеву юніорську команду, а потім і за основну команду, за яку виступав до 1955 року, коли перейшов у «Динамо» (Загреб). З 1956 року проходив дворічну службу в армії, коли ще не було пільг для футболістів.
У сезоні 1957/58 дебютував у загребському клубі, виступаючи на позиції півзахисника. За його допомогою хорватські «динамівці» взяли титул чемпіона Югославії у 1959 році. У 1960 і 1963 роках Перушич завойовував титул віце-чемпіона, а також став володарем кубків Югославії 1960 та 1963 років. Крім цього Перушич зіграв у фіналі Кубка ярмарок 1963 року, де його команда програла «Валенсії» (1:2, 0:2). За свою гру у 1960 році він був визнаний найкращим хорватським спортсменом року за версією журналу Sportske novosti. Всього за «Динамо» Желько провів 294 матчі в усіх турнірах.
1965 року Перушич перейшов у західнонімецький «Мюнхен 1860», з яким став чемпіоном ФРН у першому ж сезоні, провівши 34 матчі, який став єдиним для клубу в історії. Всього відіграв за клуб з Мюнхена п'ять сезонів своєї ігрової кар'єри. Більшість часу, проведеного у складі «Мюнхена 1860», був основним гравцем команди, зігравши у Бундеслізі 138 матчів і забивши гол.
1970 року мюнхенці вилетіли з вищого дивізіону і Перушич перейшов у швейцарський «Санкт-Галлен», за який виступав протягом 1970—1973 років і був граючим тренером. Надалі працював з іншими клубами в швейцарських лігах «Вадуц» та «Брюль».

## Виступи за збірну
15 листопада 1959 року дебютував в офіційних матчах у складі національної збірної Югославії у грі кваліфікації до Олімпійських ігор проти збірної Греції, в якій Югославія перемогла з рахунком 4:0.
Наступного року у складі збірної був учасником чемпіонату Європи 1960 року у Франції, де разом з командою здобув «срібло», зігравши в обох іграх на турнірі. А наприкінці літа захищав кольори національної команди на Олімпійських іграх у Римі, де Югославія нарешті виграла «золото» (до того команда три Олімпіади поспіль була другою).
Востаннє за національну збірну зіграв у Софії 28 березня 1964 року в товариському матчі проти збірної Болгарії, в якому Югославія перемогла з рахунком 1:0, вивівши команду на поле у статусі капітана. Загалом протягом кар'єри в національній команді, яка тривала 6 років, провів у її формі 27 матчів.

## Особисте життя і смерть
Був одружений, мав двох дітей
Помер 28 вересня 2017 року на 81-му році життя у місті Санкт-Галлен.

## Титули і досягнення
- Володар Чемпіон Югославії (1):

«Динамо» (Загреб): 1957/58
- Володар Кубка Югославії (3):

«Динамо» (Загреб): 1959/60, 1962/63, 1964/65
- Чемпіон Німеччини (1):

«Мюнхен 1860»: 1965/66
- Олімпійський чемпіон (1):

Югославія: 1960